# M9 (route russe)
Pour les articles homonymes, voir M9.
La route fédérale M9 (appelé également route de la Baltique) est une importante voie de communication routière de Russie, qui relie Moscou à Riga la capitale de la Lettonie, au bord du golfe de Riga, où se jette la Daugava.

## Présentation
La route Magistrale M9 a une longueur de 610 kilomètres en Russie et 918 kilomètres jusqu'à Riga. Elle est en grande partie de type autoroutier.
La M9 débute après la ceinture périphérique MKAD de Moscou et prend la direction ouest.

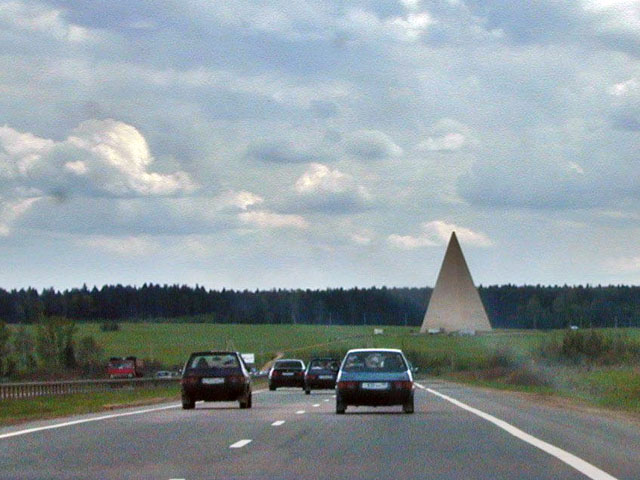
Aperçu de l'autoroute M9 près de la pyramide de Golod

Elle se dirige, à l'intérieur de l'oblast de Moscou, vers les villes de Dedovsk et Istra d'où part un embranchement avec l'autoroute A107. Puis elle dessert les villes de Volokolamsk.
Elle entre ensuite dans l'oblast de Tver et les villes de Zoubtsov, Rjev, Nelidovo et Zapadnaïa Dvina.
La Magistrale M9 poursuit son parcours dans l'oblast de Pskov et traverse les villes de Velikié Louki, Poustochka et Sebej.
Depuis 1991, cet axe routier, M9, relie la Russie à la Lettonie. 
Il passe par Zilupe, Ludza, Rezekne, Madona, Jēkabpils et finit à Riga.
La Magistrale M9 constitue la partie orientale de la Route européenne 22.